# 笹原站
笹原站（日语：／ Sasabaru eki */?）是位於福岡縣福岡市南區，屬於九州旅客鐵道（JR九州）的鹿兒島本線車站。車站編號為JB02。實際上鹿兒島本線是在南區與博多區的邊界上，東出口是位於博多區諸岡五丁目。

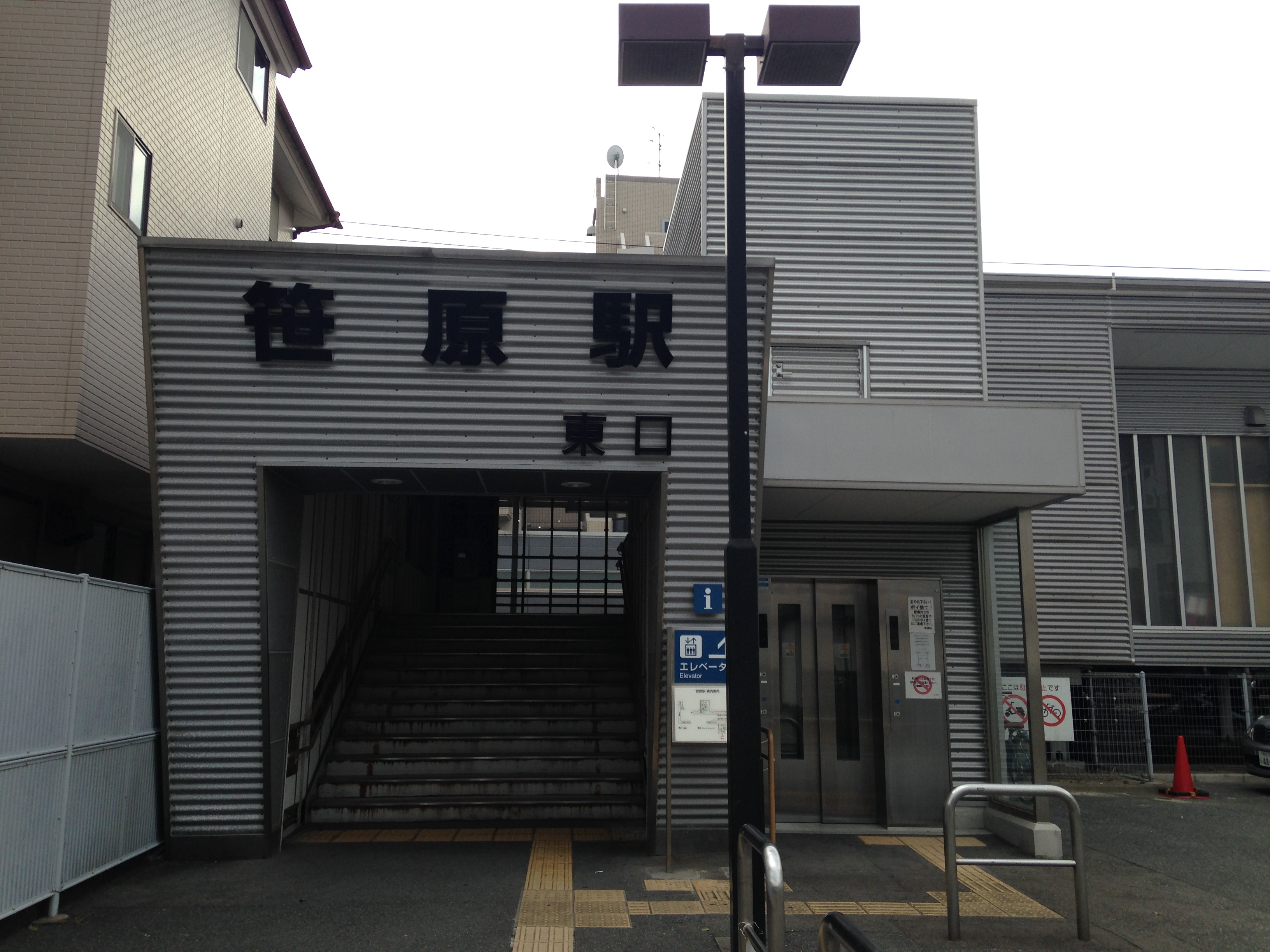
東口（2016年8月）

## 歷史
竹下至南福岡之間的營業距離為4.0公里，由於該區間的均是住宅區內，長久之來都計劃在這區間中興建車站。鹿兒島本線曾經興建新車站，但是此站與其他新車站不同，是在民營化前啟用。此站啟用時為國鐵車站，但是23天後則成為JR九州的車站。而此站啟用時是一座無人車站，沒有設置站房，但由於使用人次比預期多，因此在民營化後的10月興建站房。
- 1987年（昭和62年）
  - 3月9日 - 日本國有鐵道開設此站。
  - 4月1日 - 伴隨國鐵分割民營化，車站由九州旅客鐵道（JR九州）營運[2][3]。
- 1998年（平成10年）11月21日 - 車站大樓重建，同時設置行人隧道，站內平交道廢止[4]。
- 2005年（平成17年）3月1日 - 設置東出口閘口。
- 2009年（平成21年）3月1日 - 此站可以使用IC卡「SUGOCA」[5]。
- 2022年3月12日：停用綠色窗口，改為使用指定席劵發售機[6]。

## 站名的由來
車站位於井尻，由於西鐵天神大牟田線已經設置了井尻站，因此取用了當地的特色，該處曾經是茂密的闊葉竹（日語為「笹」）林曠野，因而名為「笹原」。

## 車站構造
此站是地面車站，設有2面2線的相對式月台。站內設有東西兩方的驗票閘口和出入口。此站透過行人隧道連接對面的月台。往博多方向的月台設有無障礙設施，但驗票閘口至月台之間沒有樓梯。此站在JR特定都區市內的制度中屬於「福岡市內」的車站。
由於月台只可容納9卡車廂，因此在過去曾出現停竹下站，通過笹原站前往南福岡方向的班次，這此班次是使用12卡編成（415系3編成結併）列車。但是由於現時竹下站新設待避線，使該站月台也只可容納9卡車廂，使現時沒有這樣的停站模式。
此站是由JR九州服務支援管理的業務委託車站，並設有支援功能的指定席售票機和自動閘機，可使用「SUGOCA」IC卡。不過因精簡人手，2022年3月12日起停用綠色窗口，改為全使用指定席劵發售機。

### 月台
| 月台 | 路線       | 上下行 | 方向                     |
| ---- | ---------- | ------ | ------------------------ |
| 1    | 鹿兒島本線 | 上行   | 博多、小倉方向           |
| 2    | 鹿兒島本線 | 下行   | 鳥栖、久留米、大牟田方向 |

## 使用狀況
在2018年（平成30年）度，1日平均乘車人次為5,349人，在JR車站上排第35。
| 年度               | 1日平均 乘車人次 |
| ------------------ | ---------------- |
| 2016年（平成28年） | 4,967            |
| 2017年（平成29年） | 5,210            |
| 2018年（平成30年） | 5,349            |

## 車站周辺
此站位於福岡市南部。此站以南約600米處中，為鹿兒島本線與西鐵天神大牟田線立體相交點。在新設此站前周邊已經發展成為住宅區，在此站啟用後繼續發展更多公寓。
- 井尻站 - 西鐵天神大牟田線 以西約500米。
- 「笹原」巴士站 - 於車站東邊，由西鐵巴士（日语：西鉄バス）營運，設有前往井尻站方向和博多站方向的巴士路線。
- 「笹原站入口」巴士站 - 於車站西邊，由西鐵巴士營運，設有前往井尻站方向和博多站方向的巴士路線。
- 福岡外環狀道路（日语：福岡外環状道路） - 於車站南邊的行車隧道。
- 福岡市立三筑小學（日语：福岡市立三筑小学校）
- 福岡市立三筑中學（日语：福岡市立三筑中学校）

## 相鄰車站
九州旅客鐵道
鹿兒島本線
■快速（平日早上只有部分列車停站）、■區間快速（只有部分列車停站）、■普通
竹下（JB01）－笹原（JB02）－南福岡（JB03）

## 注腳
1. ↑  弓削信夫『福岡県JR全駅』葦書房 1993年 ISBN 4-7512-0529-3 P.77
2. ↑  『交通年鑑 昭和63年版』 交通協力會，1988年3月。
3. ↑  今村都南雄 『民営化の效果と現実NTTとJR』 中央法規出版，1997年8月。ISBN 978-4805840863
4. ↑  . 鐵道畫刊 (電氣車研究會). 1999-03, 49 (3): 81.
5. ↑  . 交通新聞 (交通新聞社). 2009-03-03: 1.
6. 1 2   (PDF). 九州旅客鉄道株式会社.   [2021-12-23]. （原始内容存档 (PDF)于2022-01-27） （日语）.
7. ↑  . 日本經濟新聞 電子版.   [2020-04-01]. （原始内容存档于2020-04-19） （日语）.
8. ↑   (PDF). 九州旅客鐵道.   [2018-07-13]. （原始内容存档 (PDF)于2019-12-06）.

## 外部連結
- 笹原（車站資訊） - 九州旅客鐵道